# 雨舞影展
雨舞影展（Raindance Film Festival，又譯瑞丹斯影展）為獨立製片影展之一，輪流在主要城市如倫敦、洛杉磯、紐約、溫哥華等地舉行，由艾略特·格里夫於1992年創立，被《綜藝》雜誌（Variety （页面存档备份，存于））列為世界50大不可錯過的影展之一。2012年，雨舞影展吸引了約13500人的參展人數，以及80000人的線上觀影人數。

## 雨舞影展大事記
- 1992- 雨舞雛形：以研討會的方式成立。
- 1993- 雨舞正式定位成影展的形態，《戀戀情深》世界首映。
- 1994- 《黑色追緝令》 在雨舞影展進行英國首映。
- 1998- 推出英國獨立電影獎。
- 2000- 克里斯多福·諾蘭執導的《記憶拼圖》在此進行英國首映。
- 2003- 與Nokia共同推出世界第一次「15秒短片競賽」。
- 2004- 推出「獨立電影信託基金」，支持獨立電影與提供弱勢、難民營與精神病患者及兒童培訓與獎助學金。
- 2009- 班懷特利執導的第一部作品《罪惡之家》在此世界首映。